# كلاتة ولي
كلاتة ولي (بالفارسية: کلاته ولی) هي قرية تقع في قسم كاخك الريفي في إيران.